# Renault R23
O R23/R23B é o modelo da Renault da temporada de 2003 da Fórmula 1. Condutores: Jarno Trulli e Fernando Alonso.
Com o R23, Alonso largou pela primeira vez na carreira na pole do GP da Malásia, assim como da Espanha na categoria. Na versão B do R23, Alonso conquistou a primeira vitória na carreira, também inédita para a Espanha no GP da Hungria.

## Resultados[1][2]
(legenda) (em negrito indica pole position e itálico volta mais rápida)
| Ano  | Chassis | Motor            | Pneus | N° | Pilotos         | 1   | 2   | 3   | 4   | 5   | 6   | 7   | 8   | 9   | 10  | 11  | 12  | 13  | 14  | 15  | 16  | Pontos | Posição |  |
| ---- | ------- | ---------------- | ----- | -- | --------------- | --- | --- | --- | --- | --- | --- | --- | --- | --- | --- | --- | --- | --- | --- | --- | --- | ------ | ------- |  |
|      |         |                  |       |    |                 |     |     |     |     |     |     |     |     |     |     |     |     |     |     |     |     |        |         |  |
|      |         |                  |       |    |                 | AUS | MAL | BRA | SMR | ESP | AUT | MON | CAN | EUR | FRA | GBR | GER | HUN | ITA | USA | JPN |        |         |  |
| 2003 | R23     | Renault RS23 V10 | M     | 7  | Jarno Trulli    | 5   | 5   | 8   | 13  | Ret | 8   | 6   | Ret | Ret | Ret |     |     |     |     |     |     | 88     | 4°      |  |
| 2003 | R23B    | Renault RS23 V10 | M     | 7  | Jarno Trulli    |     |     |     |     |     |     |     |     |     |     | 6   | 3   | 7   | Ret | 4   | 5   | 88     | 4°      |  |
| 2003 | R23     | Renault RS23 V10 | M     | 8  | Fernando Alonso | 7   | 3   | 3   | 6   | 2   | Ret | 5   | 4   | 4   | Ret |     |     |     |     |     |     | 88     | 4°      |  |
| 2003 | R23B    | Renault RS23 V10 | M     | 8  | Fernando Alonso |     |     |     |     |     |     |     |     |     |     | Ret | 4   | 1   | 8   | Ret | Ret | 88     | 4°      |  |